# Jacob Axelsson Lindblom
Jacob Axelsson Lindblom, född 27 juli 1746 i Skeda socken i Östergötlands län, död 15 februari 1819 i Uppsala, var en svensk ärkebiskop, en av de aderton och professor skytteanus.

## Biografi
Axelsson Lindblom föddes på Blankebo boställe i Skeda socken som son till kontraktsprosten i Tjust Axel Johan Lindblom och Regina Margaretha Pallavicini. Farfadern var kyrkoherden Lars Kofstadius Lindblom (1682–1738) som var gift med Helena Wegner, vilken enligt obestyrkta uppgifter skulle ha varit brorsdotter till ärkebiskop Laurentius Stigzelius. Jacob Lindbloms äldre bror Lars var häradshövding och adlades Liljenstolpe år 1788 med sin svärfader. Deras farbror Nils Lindblom var professor vid artillerikadettskolan och medlem av Vetenskapsakademien, och en annan farbror, Olof Lindblom, var teologie doktor och kontraktsprost i Mogata.
Efter att Lindblom varit skolpilt i Linköping, inskrevs han år 1763 på Uppsala universitet där han studerade för Johan Ihre och Petrus Ekerman. Ett år senare for han till Livland såsom informator åt en svensk adelsfamilj, och där han också fick tid för egna studier. När han 1772 återkom till Uppsala blev han inneboende hos Göran Gyllenstierna, patronus för den skytteanska professuren, och disputerade för Ihre 1769 och pro gradu året därpå, och blev filosofie magister den 18 juni 1770.
Han fick tjänst vid Uppsala universitetsbibliotek och varvade en tjänst som amanuens med en docentur i latinsk vältalighet. Han blev docent vid Uppsala universitet år 1773. Under dessa år upptog han en forskning i romersk litteratur samt hjälpte Ihre, vars professur Gyllenstierna lovat honom, med dennes latin-svenska lexikon. Han var medlem av Utile Dulci och Appoloni Sacra, och gjorde där egna diktarförsök. 1779 blev han extra ordinarie professor. När Ihre året därpå avled fick Lindblom som väntat den skytteanska professuren efter honom. 1781–1786 var han också inspektor för Östgöta nation. Under hans år som skytteansk professor presiderade han för omkring 30 disputationer och hade ofta Gustav III som åhörare.
När biskopen i Linköpings stift, Uno von Troil, valdes till ärkebiskop utsåg kung Gustav III den 14 december 1786 Lindblom till dennes efterträdare. Han fick hastigt prästvigas fem dagar senare i Stockholm, och tillträdde sitt nya ämbete efter årsskiftet. Lindblom blev en teologisk brytpunkt inom episkopatet, möjligen för att han saknade bakgrund som teolog, och var en av de främsta som förde in nya impulser från Tyskland, upplysningsteologin, till Sverige vilka han snappade upp under åren i ämbetet. Det var på Lindbloms tillskyndan som upplysningsteologins tyska företrädare översattes till svenska.
Han verkade rojalistiskt i stiftet och manade ofta sina kyrkoherdar att tala till sina församlingar om sådant som låg kungen om hjärtat, såsom förbudet mot hembränning och om patriotism. Som stiftschef var han mer praktiskt och mindre dogmatiskt inriktad än sina företrädare. Han var lika mån om att stiftsborna fick vaccin eller lärde sig rätt jordbruk som om deras andliga odling. Han lät uppföra 21 nya kyrkor i stiftet. Vid 1789 års riksdag fick Lindblom vara ärkebiskopens vikarie som talman och står därför som undertecknare till Förenings- och säkerhetsakten. Motståndare till akten spred ryktet att han fick 6000 eller 7000 riksdaler för detta besvär.
Lindblom utgav Sveriges första teologiska tidskrift, Journal för prester, som dock bara utgavs i två årgångar, 1797–1798 och 1797. Detta blev ett av hans språkrör för uppenbarelseteologin. Frågor dryftades också i riksdagen och här spred han gärna tankar från Immanuel Kant varför han har kallats Kants banérförare. Han författade psalmer och är representerad i både Wallins 1819 års psalmbok (nummer 151) och 1937 års psalmbok (nummer 195) med sin översättning Jag kommer, Gud, och söker dig av Christian Fürchtegott Gellerts tyska psalm från 1757.
När von Troil avled blev Lindblom än en gång hans efterträdare och var Sveriges ärkebiskop 1805–1819. Valet syntes förvåna eftersom Gustav IV Adolf till skillnad från sin far var kyrkligt konservativ. Under de åren utsågs han också till ledamot av Svenska Akademien på stol nummer 5 från 1809. Han var också serafimerriddare och kommendör av Nordstjärneorden.
Den 23 juni 1801 blev Axelsson Lindblom hedersledamot av Kungliga Vitterhets Historie och Antikvitets Akademien.
Hans år som ärkebiskop anses som särskilt betydelsefulla, då Svenska kyrkan under de åren arbetade fram en ny handbok, en ny katekes och en ny psalmbok. Om han hann se den nya psalmboken är osäkert eftersom han dog i februari året den gavs ut. Dock skedde den kungliga stadfästelsen av 1819 års psalmbok den 29 januari 1819, det vill säga strax innan han avled.
Som ärkebiskop representerade han prästeståndet såsom talman, och undertecknade 1809 års regeringsform.
Axelsson Lindblom är begravd på Vreta klosters kyrkogård där en enkel ölandssten pryder graven.

### Familj
Axelsson Lindblom gifte sig 1780 med Gunilla Margareta Frondin (1757–1783) som var dotter till hans dåvarande kollega vid biblioteket, Berge Frondin och Charlotta Haijock, samt sondotter till Elias Frondin.. De fick tillsammans barnen bergsrådet och kammarherren Axel Johan Lindersköld (1781–1838) och Göran Lindblom (1782–1782).
1784 gifte Lindblom om sig med Sofia Ulrica Söderberg (1757–1830), dotter till en regementsfältskär Abraham Söderberg och Ingeborg Nesander. De fick tillsammans barnen Jaquette Lindblom (1785–1785) och majoren Gustaf Adolf Lindersköld (1786–1830) vid armén. Barnen adlades 1802 under namnet Lindersköld.

### Översättningar
- Tröst för sjuka, Uppsala 1770.[2]

### Psalmer
- Den svenska psalmboken 1819
  - 151 Jag kommer, Gud, och söker dig, översättning